# Руфина (имя)
Руфина — (разг. Руфима) — женская форма имени Руфин (разг. Руфим): римское личное имя Руфинус происходит от латинского слова «руфус» — «золотисто-жёлтый, рыжий». Не следует путать имя Руфина с именами Руфь (Рут) и Руфия, которые имеют совсем иное происхождение. 

## Святые
- Руфина Кесарийская (Каппадокийская) — убита в Каппадокии во времена правления императора Аврелиана (270-275)[2].
- Руфина Севильская — святая мученица Севильская[3].
- Руфина Сирмийская (IV век) — святая мученица. День памяти — 6 апреля. Святая Руфина пострадала в Сирмии вместе со святыми Модератой, Секундом Сирмийским, Романой и семью товарищами[4].

## Именины
- Православные[5] (даты даны по новому стилю): 2 сентября.
- Католические: 6 апреля, 10 июля, 19 июля, 31 августа[6].